# チャールズ・アランソン＝ウィン (第4代ヘッドリー男爵)

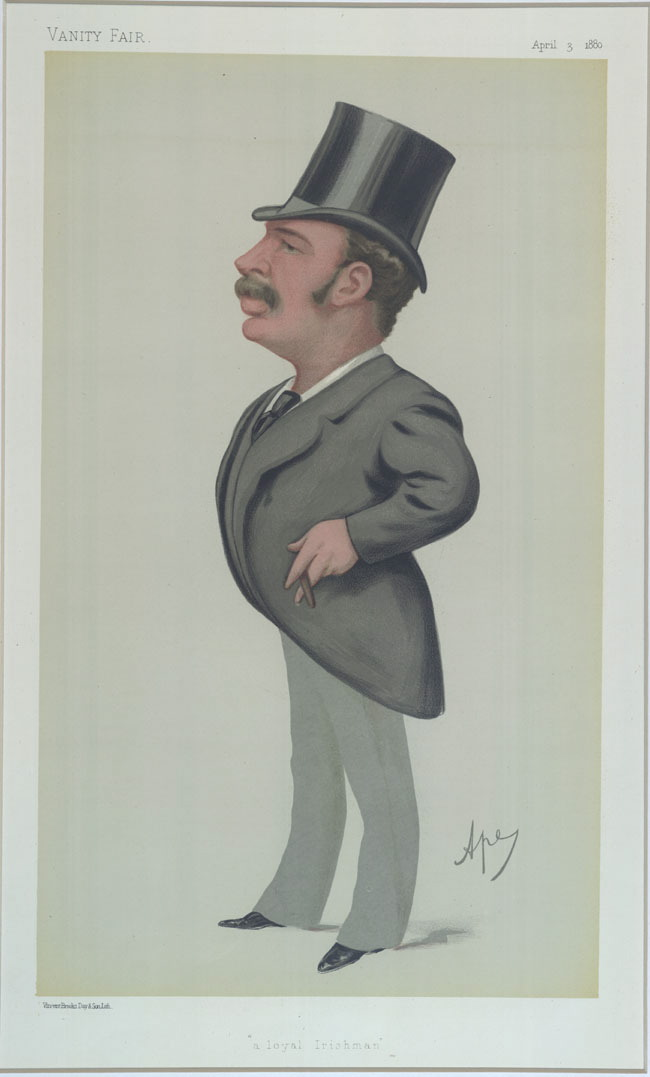
『バニティ・フェア』1880年4月3日号におけるカリカチュア、カルロ・ペレグリーニ画。

第4代ヘッドリー男爵チャールズ・マーク・アランソン＝ウィン（Charles Mark Allanson-Winn, 4th Baron Headley、1845年12月4日 – 1913年1月13日）は、アイルランド貴族。保守党（1905年ごろに自由党に転じる）に属し、アイルランド貴族代表議員を務めた。

## 生涯
第3代ヘッドリー男爵チャールズ・アランソン＝ウィンと妻マリア・マーガレット（1894年4月24日没）の次男（長男ローランド・ウィリアムは1842年に夭折）として、1845年12月4日にブライトンで生まれた。ハーロー校で教育を受けた後、1864年5月17日にオックスフォード大学ユニヴァーシティ・カレッジに入学した。普仏戦争において、プロイセン王国のアウグスト・カール・フォン・ゲーベン将軍の参謀本部に随行した。
1877年7月30日に父が死去すると、ヘッドリー男爵位を継承した。1883年時点でケリー県に12,769エーカー（年収5,600ポンドに相当）、ヨークシャーに2,235エーカー、エセックス州に1,038エーカーの領地を所有し、合計で年収13,388ポンドに相当した。しかしヘッドリー男爵は1886年4月に破産宣告を受け、その時点で45,757ポンドの債務があった。このとき、アイルランドの領地からの収入がほとんどなくなり、ヨークシャーとエセックスの領地からの収入では債務返済に足りなかった。
1881年5月25日にHonourable Artillery Companyの大尉に任命され、1885年3月14日に退役した。その後、ロイヤル・マンスター・フュジリアーズ第4大隊（民兵隊）の大尉になり、1886年6月1日に少佐、1887年5月28日に中佐に昇進した。1892年5月21日、ロイヤル・マンスター・フュジリアーズから辞任した。
1883年12月20日にアイルランド貴族代表議員に当選、1913年に死去するまで務めた。貴族院でははじめ保守党に属したが、1905年ごろに自由党に転じた。
1913年1月13日にダブリンで死去、16日にエセックス州リトル・ウォーリーで埋葬された。妻との間で息子がおらず、叔父の息子ローランド・アランソン＝ウィンが爵位を継承した。

## 家族
1867年10月31日、ベッシー・ハウスメイン・ブレンナーハセット（Besssie Houssemayne Blennerhassett、1928年10月没、ジョン・ブレンナーハセットの娘）と結婚、1女をもうけた。
- アヴィス・ミリセント・ブレンナーハセット（Avis Millicent Blennerhassett、1868年9月4日[10] – 1936年4月29日[11]） - 1896年4月27日、ハーバート・ダドリー・ヒントン・クロス（Herbert Duudley Hinton Crosse、1864年ごろ – 1908年10月18日[12]）と結婚、子供あり。1911年4月29日、リチャード・ルウェリン・ジョーンズ・ルウェリン（英語版）（1934年4月19日没、モリス・ジョーンズの息子[13]）と再婚、子供あり[1]